# 隨心院
隨心院（ずいしんいん）是位在日本京都府京都市山科區的寺院，真言宗善通寺派大本山。山號「牛皮山」（ぎゅうひざん）。本尊如意輪觀音、開基（創立者）為仁海。是一條家、二條家、九條家等許多貴族出身者入寺的門跡寺院。也是日本有名的美女小野小町晚年之住所，和小野小町關係深遠。

## 關連項目
- 善通寺

## 外部連結
- 大本山隨心院 （页面存档备份，存于）